# الجمعية الرياضية السلاوية (سيدات)

## اللاعبات

### تشكيلة الفريق
ملاحظة: تشير الأعلام إلى المنتخب بحسب قواعد الأهلية المعتمدة من قبل الفيفا؛ تنطبق بعض الاستثناءات المحدودة. وقد يحمل اللاعبون أكثر من جنسية لا تعترف بها الفيفا.
| الرقم | البلد  | المركز | اللاعب         |
| ----- | ------ | ------ | -------------- |
|       | المغرب | حارس   | أمينة الكرش    |
|       | المغرب | حارس   | حكيمة مرزاق    |
|       | المغرب | مدافع  | السعدية كزيزير |
|       | المغرب | مدافع  | غزلان فخار     |
|       | المغرب | مدافع  | جميلة الزواني  |
|       | المغرب | مدافع  | مريم لعاطي     |
|       | المغرب | مدافع  | إلهام عليلوش   |

| الرقم | البلد  | المركز | اللاعب        |
| ----- | ------ | ------ | ------------- |
|       | المغرب | وسط    | السعدية لعسري |
|       | المغرب | وسط    | غزلان العامري |
|       | المغرب | وسط    | كنزة لقرية    |
|       | المغرب | وسط    | رقية المازوزي |
|       | المغرب | وسط    | سكينة دينار   |
|       | المغرب | وسط    | سناء لمنيعي   |
|       | المغرب | وسط    | زهرة الارضي   |
|       | المغرب | وسط    | سمية خبيز     |
|       | المغرب | مهاجم  | فطومة كنفار   |
|       | المغرب | مهاجم  | فدوى حجري     |
|       | المغرب | مهاجم  | كوثر المنصوري |

## وصلات خارجية
- (بالعربية) موقع ســلا كـلـوب عين على الرياضة السلاوية
- (بالعربية) موقع الفريق المتخصصة في أخبار الرياضة السلاوية
- (بالفرنسية) الموقع الرسمي للقناة الرياضية المغربية
- (بالعربية والفرنسية) موقع منتخب.نت لكرة القدم
- (بالعربية) موقع جريدة المنتخب المغربية المتخصصة في أخبار الرياضة المغربية
- (بالعربية) موقع البطولة كوم المختص بأخبار الدوري المغربي.
- (بالعربية) لموقع دوزيم لايف لكرة القدم
- (بالعربية) موقع رياضة المغربي لكرة القدم
- (بالعربية) موقع 	مقهى الجماهير	المغربي لكرة القدم